# Oncidium mathiewanum
Oncidium mathiewanum là một loài thực vật có hoa trong họ Lan. Loài này được Rchb. f. & Warsz. mô tả khoa học đầu tiên năm 1856.